# チーフ・ジェイ・ストロンボー
チーフ・ジェイ・ストロンボー（Chief Jay Strongbow）のリングネームで知られるジョー・スカルパ（Joltin' Joe Scarpa、本名：Joseph Luke Scarpa、1928年10月4日 - 2012年4月3日）は、アメリカ合衆国のプロレスラー。ペンシルベニア州フィラデルフィア出身。
実際にはイタリア系の出自だが、インディアン・ギミックの選手ではワフー・マクダニエルと並ぶ屈指のビッグネームであり、ベビーフェイス陣営の重鎮として長年WWEを支えた。日本でのニックネームは「荒鷲酋長」。

## 来歴
1947年にジョー・スカルパの名でデビュー。以降1960年代全般にかけて、NWAのジョージア地区、ミッドアメリカ地区、ガルフ・コースト地区などで活躍し、各地区のシングルおよびタッグ王座を幾度となく獲得。テネシーのミッドアメリカ地区ではジャッキー・ファーゴとも抗争を展開した。
1966年1月、日本プロレスに初来日。特別参加したルー・テーズのパートナーにも起用され、メインイベントのタッグマッチでジャイアント馬場とも対戦した。シリーズ終了後の3月には韓国にも遠征しており、キム・イルの保持していた極東ヘビー級王座に挑戦した。その後はフロリダ地区を主戦場に、1967年12月5日にジョニー・バレンタインからNWAフロリダ・ヘビー級王座を奪取。1968年7月30日にはボリス・マレンコを破ってブラスナックル王座も獲得した。同年11月には日本プロレスに再来日している。
1970年7月よりWWWFに参戦して、インディアン・ギミックのチーフ・ジェイ・ストロンボーに変身。このキャラクターがニューヨークの観客に支持され、以降はベビーフェイス陣営の主力選手として東部地区に定着。1972年5月22日、ソニー・キングと組んでキング・イヤウケア&バロン・シクルナからWWWF世界タッグ王座を奪取した。タイトルは翌月にプロフェッサー・タナカ&ミスター・フジに奪われるが、1976年12月7日に同じインディアン・ギミックのビリー・ホワイト・ウルフをパートナーに、トーナメントの決勝においてニコライ・ボルコフ&トーア・カマタを破って再び戴冠。バリアント・ブラザーズを相手にブルーノ・サンマルチノとも共闘した。シングルではイワン・コロフ、スタン・スタージャック、ジョージ・スティール、ワルドー・フォン・エリック、スパイロス・アリオンらと抗争を繰り広げ、スーパースター・ビリー・グラハムが保持していたWWWFヘビー級王座にも再三挑戦した。
他地区にも精力的に遠征しており、デトロイトではザ・シークやドン・ケントと流血の抗争を展開。ケントとは1977年に、リング内に設置された小型の檻の中で戦うシャーク・ケージ・マッチで雌雄を決した。1978年4月には新日本プロレスに来日してMSGシリーズの第1回大会に出場、予選トーナメントで藤原喜明とシクルナを破り、決勝リーグに進出してアントニオ猪木やアンドレ・ザ・ジャイアントと対戦した。プエルトリコのWWCでは1980年10月11日、ルーク・グラハムからカリビアン・ヘビー級王座を奪取している。
団体名がWWFに改称されてからもニューヨークを主戦場として、1979年7月30日にはマディソン・スクエア・ガーデンにおいてグレッグ・バレンタインを相手にインディアン・ストラップ・マッチを行うなど、ラフファイトの強さを見せた。1982年からは「弟」という設定のジュールズ・ストロンボーとのストロンボー・ブラザーズで活動（実際には血縁関係はない）。同年6月28日と10月26日の2回に渡り、ミスター・サイトー&ミスター・フジを破ってWWFタッグ王座を獲得、翌1983年3月8日にワイルド・サモアンズに敗れるまで戴冠した。

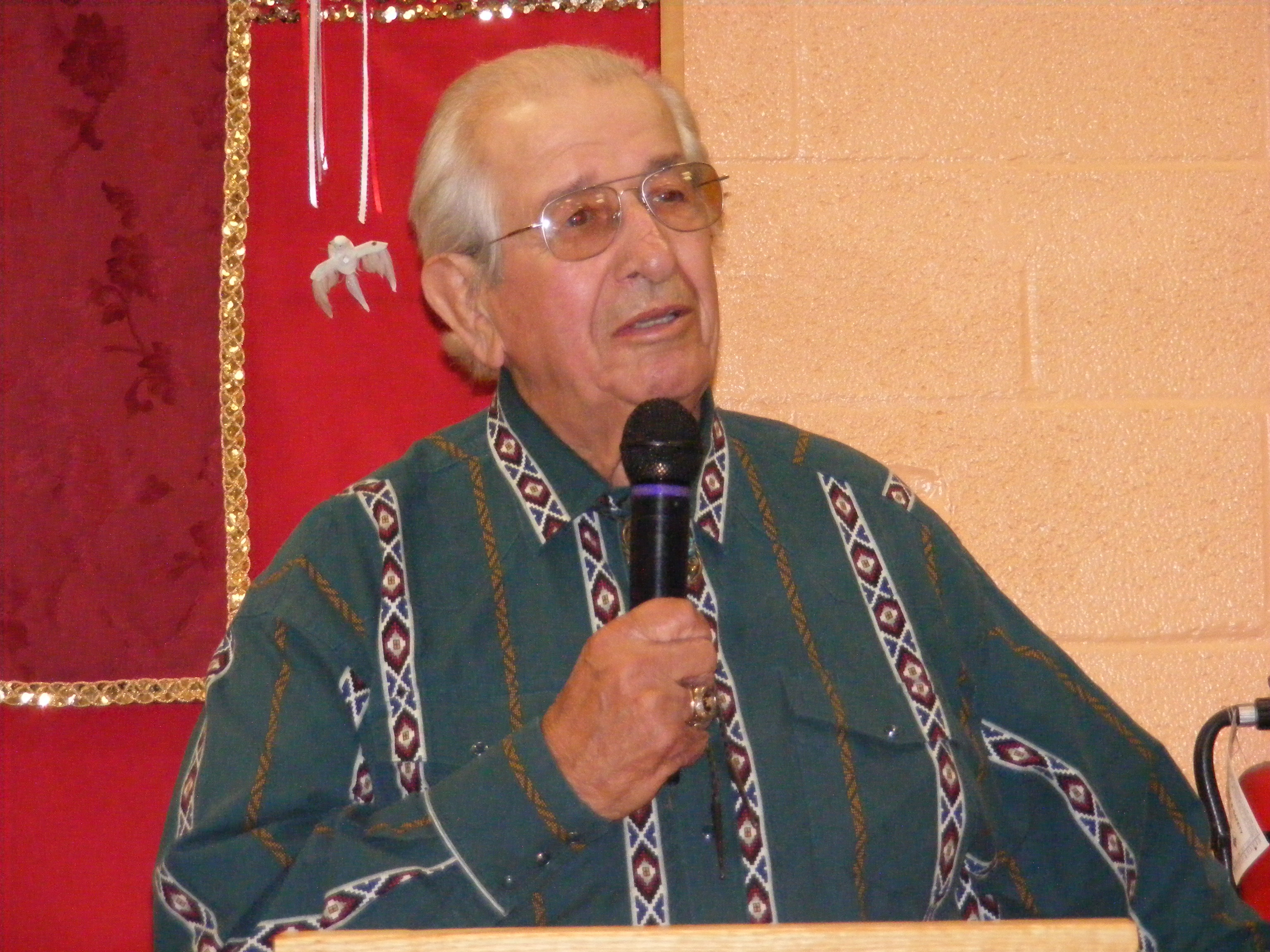
2011年

1985年の引退後はロード・エージェントとして1999年までWWFで働き、1994年にはWWF殿堂に迎えられた（殿堂入りのインダクターは、当時ストロンボーの弟子として活躍していたインディアン・レスラーのタタンカが務めた）。晩年もゲストとしてWWEに登場したことがあり、2008年11月17日のRAW（アトランタ大会）ではステファニー・マクマホンからWWE殿堂者として紹介された。
2012年4月3日、死去。83歳没。インディアン選手の代名詞でもある "Tribal War Dance" （戦いの舞い）や雄たけびを好んで試合に取り入れ、ショー・プロレスの先駆者存在でもあった。そんな彼らしく「入場と退場が、試合で最も大切なムーブだ」という言葉を残している。

## 得意技
- トマホーク・チョップ
- インディアン・デスロック

## 獲得タイトル

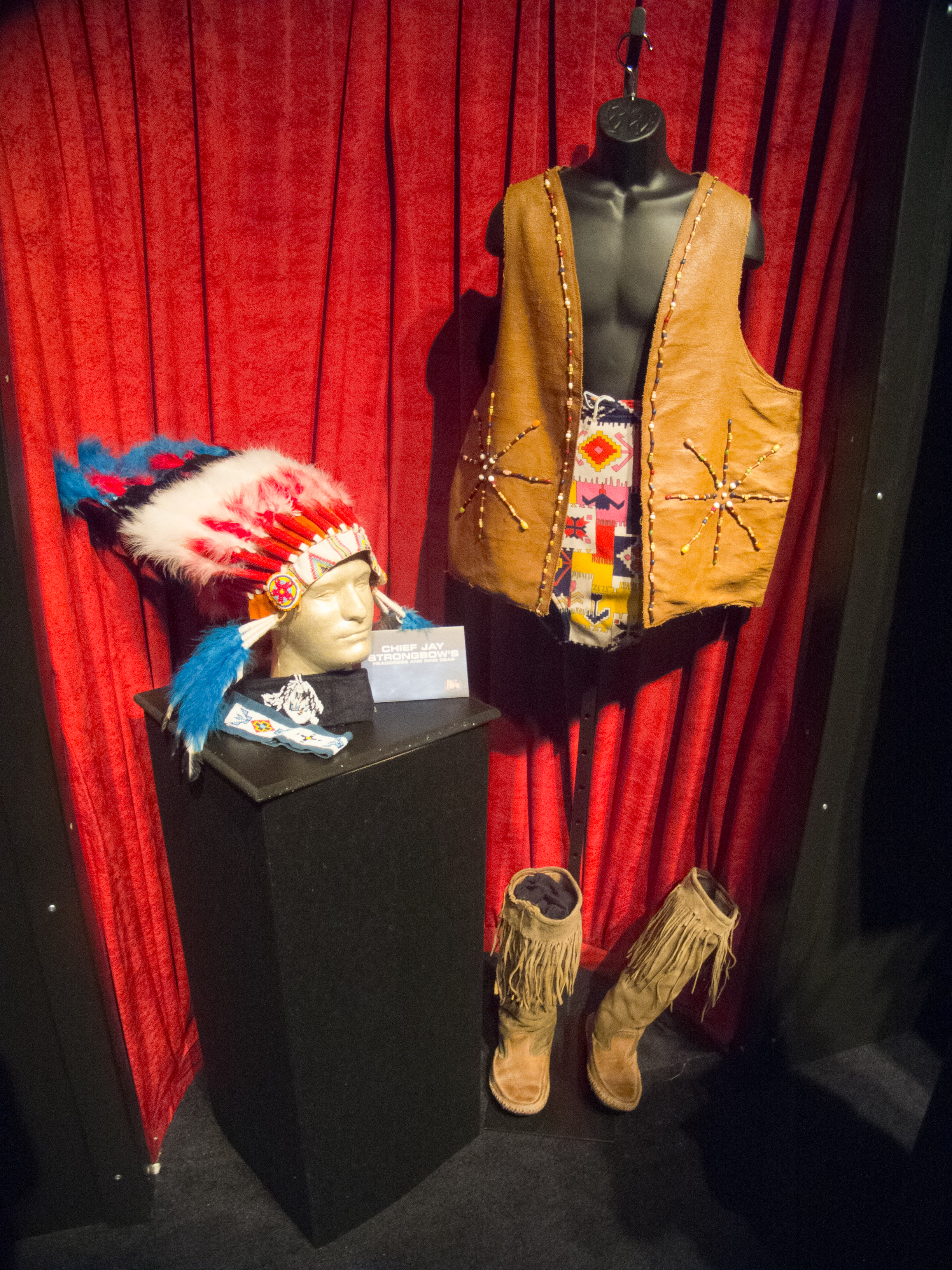
ストロンボーのコスチューム

ガルフ・コースト・チャンピオンシップ・レスリング
- NWAガルフ・コースト・ヘビー級王座：1回[18]
- NWA南部タッグ王座（ガルフ・コースト版）：2回（w / リー・フィールズ）[19]

NWAミッドアメリカ
- NWA世界タッグ王座（ミッドアメリカ版）：3回（w / レスター・ウェルチ×2、アレックス・ペレス）[20]

ジョージア・チャンピオンシップ・レスリング
- NWAジョージア・ヘビー級王座：1回[21]
- NWA世界タッグ王座（ジョージア版）：1回（w / ドン・カーティス）[22]
- NWAメイコン・タッグ王座：1回（w / エル・モンゴル）[23]

チャンピオンシップ・レスリング・フロム・フロリダ
- NWAフロリダ・ヘビー級王座：1回[8]
- NWAフロリダ・ブラスナックル王座：2回[9]
- NWA世界タッグ王座（フロリダ版）：1回（w / ドン・カーティス）[24]
- NWA南部タッグ王座（フロリダ版）：3回（w / ホセ・ロザリオ）[25]

ワールド・レスリング・カウンシル
- WWCカリビアン・ヘビー級王座：1回[15]

ワールド・ワイド・レスリング・フェデレーション / ワールド・レスリング・フェデレーション
- WWWF世界タッグ王座 / WWFタッグ王座：4回（w / ソニー・キング、ビリー・ホワイト・ウルフ、ジュールズ・ストロンボー×2）[11][16]
- WWF殿堂：1994年度（インダクターはタタンカ）[3]